# Krokiet na Letnich Igrzyskach Olimpijskich 1900 – gra podwójna
Gra podwójna była jedną z trzech konkurencji w krokiecie na Letnich Igrzyskach Olimpijskich 1900. Pierwotnie miała być rozegrana w Lasku Bulońskim jako pierwsza konkurencja w krokiecie, jednak do turnieju zgłosiła się jedynie jedna para z Francji i zawody odwołano.
Decyzją Międzynarodowego Komitetu Olimpijskiego Gaston Aumoitte i Georges Johin otrzymali złote medale, pomimo że nie rozegrali nawet jednego spotkania.

## Medaliści
| Złoto                         | Srebro | Brąz |
| ----------------------------- | ------ | ---- |
| Gaston Aumoitte Georges Johin | –      | –    |